# Historia Burgi Sancti Sepulcri
La Historia Burgi Sancti Sepulcri è tra le principali opere della storiografia camaldolese e, più in generale, monastica italiana del XV secolo.
Si conserva in un unico esemplare prodotto a Sansepolcro e terminato di scrivere il 3 dicembre 1454, attualmente custodito presso la Biblioteca Medicea Laurenziana di Firenze.
A lungo utilizzata dalla storiografia locale e da quella camaldolese nei secoli XVII/XIX, l’opera è stata edita per la prima volta nel 2011.

## L'opera
Il libro fu scritto nella Abbazia di Sansepolcro da un anonimo monaco camaldolese ed è indirizzato a papa Niccolò V per perorare la causa dell’esenzione del monastero dalla giurisdizione del vescovo di Città di Castello.
Si tratta di un testo sotto forma di libello petitorio per chiedere un privilegio apostolico che dirima finalmente la questione riconoscendo al monastero, agli abati e al Borgo, con le sue pertinenze e i suoi abitanti, la facoltà di usare il privilegio di papa Alessandro IV del 1258 relativo all’esenzione delle case camaldolesi.

### Ipotesi sull’autore
Sulla personalità dell’autore vi sono alcune ipotesi.
Cécile Caby parla di un anonimo monaco che cerca di rivendicare la piena giurisdizione dell’abate.
James Banker ipotizza che possa essere opera del monaco Francesco di Benedetto della Francesca, fratello del celebre pittore Piero della Francesca, oppure di Michelangelo Palamidessi, giurista con interessi umanistici.
Enzo Papi pensa che l’autore sia l’abate Pascasio.
Andrea Czortek, collocando la redazione del testo nell'ambito del clima culturale e politico locale del tempo, afferma che «la natura del testo ci aiuta a capire come esso non sia frutto di un’iniziativa personale, quanto piuttosto di un’azione decisa almeno all’interno della comunità monastica e forse condivisa anche con il potere civile», per cui, al di là di chi ne sia stato l'estensore materiale, il testo è da attribuire, in senso ampio, all'ambiente culturale e politico locale del tempo.
Non formula ipotesi Gian Paolo Scharf, editore critico del testo nel 2011.

### Il testo
Si tratta di un documento di grande interesse, che testimonia la capacità di autorappresentazione della comunità religiosa e civile di Sansepolcro. La narrazione dei fatti è presentata attraverso un’accorta selezione documentaria, eliminando così la memoria di quei fatti non utili, o addirittura dannosi, alla causa dell’esenzione monastica.
La narrazione si apre collocando al 937 l’arrivo dei due pellegrini fondatori, ma poi giunge fino al 1012 con una esposizione che comprende solamente fatti d’ordine assai generale, per quanto presentati in maniera precisa. La cronologia più propriamente locale comincia dal 1012, quando viene costruita la chiesa dedicata al Santo Sepolcro di Cristo.
Dopo la descrizione dei privilegi che gli imperatori hanno inviato al monastero nei secoli XI-XIII, l’autore presenta i due documenti imperiali del 1163, dei quali fornisce una trascrizione. Si passa poi al 1223, quando Federico II concede all’abate il diritto di approvazione di nuove chiese e ospedali, e al documento con cui nel 1258 il papa concede l’esenzione a Camaldoli e a tutte le sue dipendenze.
Ampio spazio è dato agli avvenimenti del XIV secolo, considerati come una vera e propria rapina operata dalle popolazioni vicine ai danni di una Sansepolcro, a seguito della peste del 1348 e del terremoto del 1352-1353. L’autore parla ampiamente dell’accordo tra vescovo e abate del 1363. Non aggiunge altre notizie relative fino al 1400, quando Carlo Malatesti ottiene un indulto da papa Bonifacio IX a proposito della giurisdizione. La questione, però, non si risolse, dal momento che nel 1425 il vescovo Sirubaldo riaprì la vertenza. Da qui in avanti l’autore si diffonde in molti dettagli e giunge al suo tempo, quando il vescovo, Rodolfo, ha chiesto al papa di poter esercitare la giurisdizione su Sansepolcro. Nel frattempo, l’abate Pascasio è morto e l’attuale abate, Girolamo, è stato convocato per la sentenza senza avere avuto il tempo di studiare la materia.
Significativamente le ultime pagine dell’Historia Burgi sono dedicate a un rapido sommario della storia politica dell’ultimo quindicennio circa, fino al 1441, anno del passaggio di Sansepolcro al dominio fiorentino, che viene ampiamente elogiato. Il testo si chiude con la richiesta al papa di estendere il privilegio a Camaldoli del 1258 all’intera Sansepolcro.

## Caratteristiche
La natura del testo è composita: all’influsso della cronachistica monastica si aggiunge quello della libellistica umanistica. È evidente che l’autore aveva a disposizione i documenti originali (o copie fedeli), data l’alta presenza di trascrizioni.
Secondo Gian Paolo Scharf 
(Gian Paolo G. Scharf, Cronisti Borghesi del Quattrocento, Editrice Pliniana, Selci-Lama, 2011, pagg. 13-14.)

## Edizioni
- G. P. G. Scharf, Cronisti Borghesi del Quattrocento, Selci-Lama 2011 (con traduzione in italiano).
- Edizione in preparazione nell'ambito del progetto ENSU - Edizione Nazionale dei Testi della Storiografia Umanistica[7].